# Robin Warren
J. Robin Warren (11. června 1937 Adelaide – 23. července 2024) byl australský patolog, který v roce 1979 znovuobjevil bakterii Helicobacter pylori. V roce 2005 obdržel společně s kolegou ze Západoaustralské univerzity Barry Marshallem Nobelovu cenu za fyziologii a lékařství za pozoruhodný a nečekaný objev, že záněty žaludku i žaludeční vředy způsobuje infekce, kterou vyvolává bakterie Helicobacter pylori.
Byl ženatý, s manželkou Dr Winifred Theresa Warrenovou měli pět dětí (John, David, Patrick, Andrew a Rebecca).